# Dreiband-Europameisterschaft 1968

Logo CEB (ausrichtender Verband)

Veranstaltungsort: Madrid

Die Dreiband-Europameisterschaft 1968 war das 26. Turnier in dieser Disziplin des Karambolagebillards und fand vom 14. bis 17. März 1968 in Madrid statt. Es war nach 1948 und 1953 die dritte Dreiband-Europameisterschaft in Madrid. Ursprünglich war die Europameisterschaft an Bilbao vergeben. Aus organisatorischen Gründen wurde die EM kurzfristig nach Madrid verlegt.

## Geschichte
Das gewohnte Bild der letzten Jahre setzte sich auch in Madrid fort. Wieder einmal wurde Raymond Ceulemans ungeschlagen Dreiband-Europameister. Ceulemans erzielte wieder einmal alle Turnierbestleistungen. Zu einem neuen Europarekord kam es aber wieder nicht. Die Leistungen der Spieler nach ihm werden aber auch immer besser. Erstmals in der Geschichte der EM schafften drei Spieler einen Generaldurchschnitt (GD) von über 1. Somit wurde auch mit 0,893 der beste Turnierdurchschnitt in der 36-jährigen Turniergeschichte erzielt. Das Belgien in Europa eine Dreibandmacht ist zeigte sich wieder einmal mit zwei Meisterschaftsmedaillen. Der einzige, der seit Jahren mit den Belgiern mithalten konnte, war der Österreicher Johann Scherz. Nach zwei EM-Titeln gewann er in Madrid bereits seine sechste Silbermedaille. Aufgrund der Live-Übertragung im spanischen TV wurde die Finalpartie zwischen Ceulemans und Scherz bereits mittags um 12 Uhr gestartet. Der eigentlich gemeldete Deutsche Ernst Rudolph musste aus familiären Gründen die EM absagen. Dadurch wurde der jüngere Bruder des deutschen Rekordmeisters August Tiedtke gemeldet. Gert Tiedtke zeigte bei seinem ersten EM Auftritt eine sehr gute Leistung und wurde am Ende Sechster.

## Modus
Gespielt wurde im System „Jeder gegen Jeden“ bis 60 Punkte mit Nachstoß/Aufnahmegleichheit.

## Abschlusstabelle

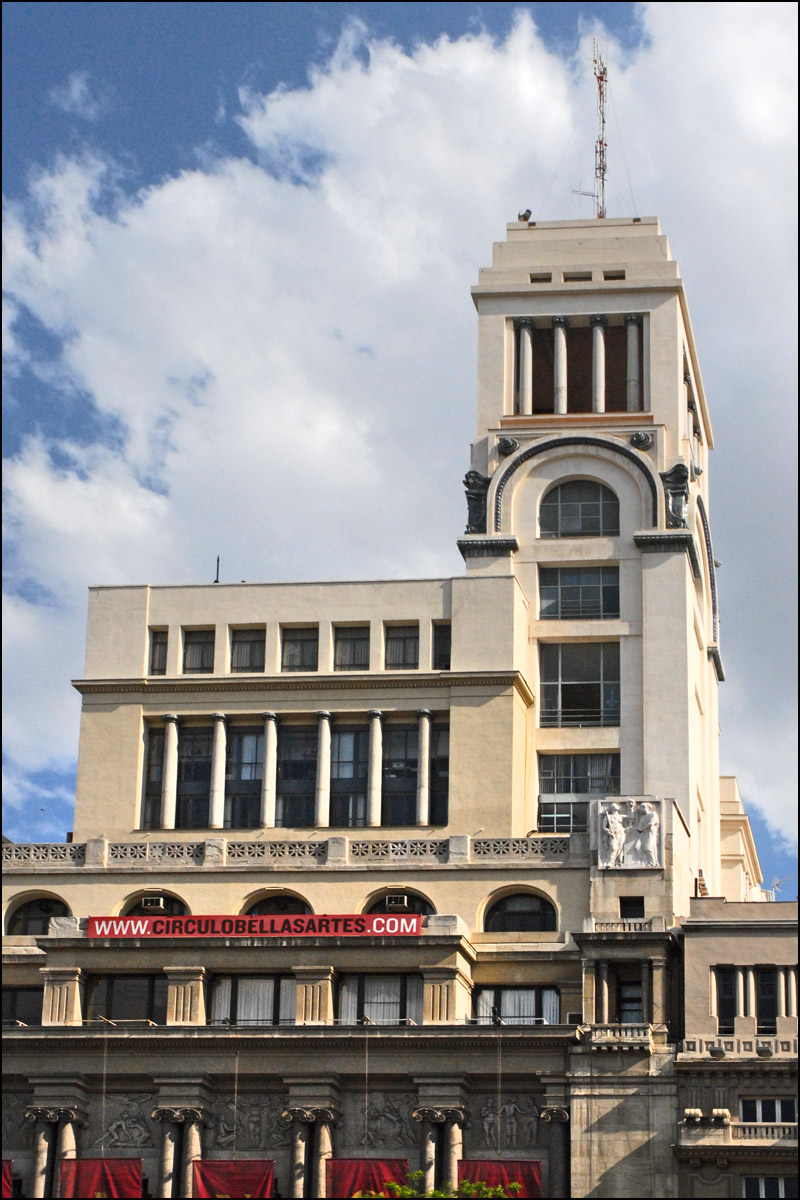
Circulo de Bellas Artes

| MP    | Match Points (Sieger = 2; Unentschieden = 1; Verlierer = 0) |
| Pkte. | Erzielte Karambolagen                                       |
| Aufn. | Benötigte Versuche                                          |
| GD    | Generaldurchschnitt                                         |
| BED   | Bester Einzeldurchschnitt eines Spielers                    |
| HS    | Höchstserie                                                 |
|       | Bester GD des Turniers                                      |
|       | Bester ED des Turniers                                      |
|       | Beste HS des Turniers                                       |
|       | 1. Platz (Gold)                                             |
|       | 2. Platz (Silber)                                           |
|       | 3. Platz (Bronze)                                           |

| Endklassement              | Endklassement       | Endklassement | Endklassement | Endklassement | Endklassement | Endklassement | Endklassement |
| Platz                      | Name                | MP            | Pkte.         | Aufn.         | GD            | BED           | HS            |
| -------------------------- | ------------------- | ------------- | ------------- | ------------- | ------------- | ------------- | ------------- |
| 1                          | Raymond Ceulemans   | 20:0          | 600           | 435           | 1,379         | 1,818         | 15            |
| 2                          | Johann Scherz       | 16:4          | 567           | 504           | 1,122         | 1,538         | 13            |
| 3                          | Laurent Boulanger   | 14:6          | 552           | 480           | 1,150         | 1,538         | 8             |
| 4                          | Roger Hanoun        | 13:7          | 572           | 673           | 0,849         | 1,200         | 9             |
| 5                          | Cees van Oosterhout | 11:9          | 532           | 628           | 0,847         | 1,363         | 8             |
| 6                          | Gert Tiedtke        | 8:12          | 485           | 621           | 0,780         | 1,153         | 13            |
| 7                          | Jacques Blanc       | 8:12          | 520           | 672           | 0,773         | 0,937         | 6             |
| 8                          | Avelino Rico        | 6:14          | 506           | 590           | 0,857         | 1,250         | 7             |
| 9                          | Klaus Christensen   | 6:14          | 457           | 569           | 0,803         | 1,071         | 13            |
| 10                         | Mario Ribeiro       | 4:16          | 472           | 617           | 0,764         | 1,052         | 9             |
| 11                         | Claudio Nadal       | 4:16          | 435           | 584           | 0,744         | 0,937         | 7             |
| Turnierdurchschnitt: 0,893 |                     |               |               |               |               |               |               |